# Quercus morii
Quercus morii är en bokväxtart som beskrevs av Bunzo Hayata. Quercus morii ingår i släktet ekar, och familjen bokväxter.
Artens utbredningsområde är Taiwan. Inga underarter finns listade.